# 莫利农
莫利农（法語：Molinons，法語發音：[mɔlinɔ̃]）是法国勃艮第-弗朗什-孔泰大区约讷省的一个市镇，属于桑斯区。

## 地理
莫利农（48°13'53"N, 3°32'12"E）面积11.97 平方千米，位于法国勃艮第-弗朗什-孔泰大區约讷省，该省份为法国中北部内陆省份，西接卢瓦雷省，西北接塞纳-马恩省，南至涅夫勒省，东临科多尔省，东北与奥布省接壤。
与莫利农接壤的市镇（或旧市镇、城区）包括：库尔热奈、弗拉西、瓦讷河畔富瓦西、拉伊、莱谢日、阿舍韦克新城。

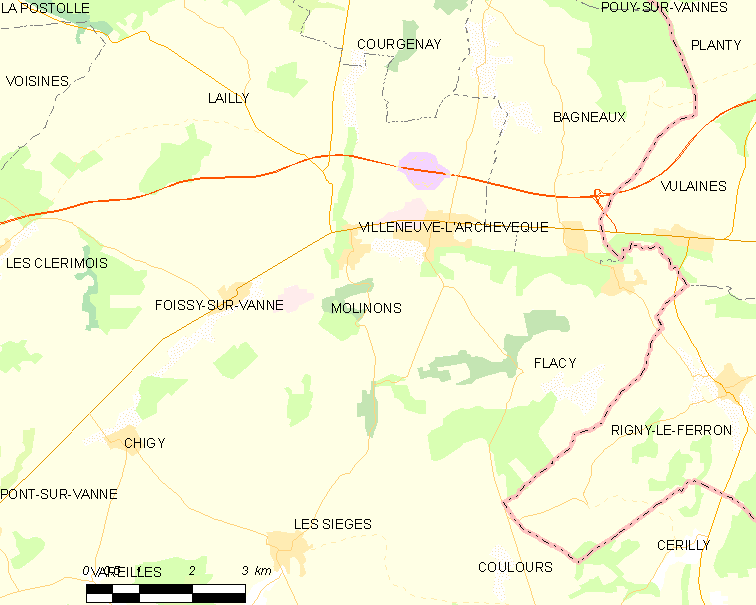
莫利农的OSM定位图

莫利农的时区为UTC+01:00、UTC+02:00（夏令时）。

## 行政
莫利农的邮政编码为89190，INSEE市镇编码为89261。

## 政治
莫利农所属的省级选区为阿尔芒松河畔布列农县。

## 人口

1962-2008年间莫利农人口变化图示

莫利农于2022年1月1日时的人口数量为272人。